# 赤魔道士
赤魔道士（あかまどうし）は、スクウェア・エニックスのゲームソフト・ファイナルファンタジーシリーズ（以下、FFシリーズ）に登場するキャラクタークラスや肩書きの一つである。FFシリーズでは、キャラクタークラスをジョブという。『FFIII』では赤魔道師、『FFXII INTERNATIONAL ZODIAC JOB SYSYTEM』では赤魔戦士と表記される。回復・援護を主体とする白魔法と、攻撃・相手の弱体化を主体とする黒魔法を使い、剣も扱う。

## 概要
初登場は『ファイナルファンタジー』で、赤魔術士の上位ジョブ。『ファイナルファンタジーIII』などのジョブシステムがあるシリーズではジョブの一つ。
菊地秀行『吸血鬼ハンターD』シリーズの主人公Dが元ネタである。

## 外見
赤いマントを着用しており、赤い帽子を被っている。武器は、魔道士系ジョブでの例外の一つとして、力が比較的高く、剣などの打撃武器を扱うが、強力な剣は装備できない。盾、兜、鎧、小手は基本的には装備できない。

## 作品ごとの個性
ファイナルファンタジーシリーズ全般においては、基本的に「白魔法」と「黒魔法」が程度の低いものならある程度扱え、戦士としての能力も比較的高い万能型のジョブとして登場する。その性質から序盤では活躍するものの、終盤になるにつれて他の魔道士系ジョブと差が開き使いづらくなるため、器用貧乏型とも呼ばれる。『FFV』では、赤魔道士はもともと戦士であり、魔道士の力により魔法が扱えるようになったという設定がある。そのため魔道士としての資質は低いが、ある程度は万能であるために、一人で旅をする冒険者が赤魔道士を選択したという。
ファイナルファンタジー
初めに「赤魔術士」があり、上位の「赤魔道士」になると覚えられる魔法が増える。白魔法・黒魔法はレベルが8まであり、赤魔術士のままでも赤魔道士になっても一部の魔法が扱えない。エンディングまで一貫して赤魔道士・赤魔術士なので、他のFFシリーズとは違い万能型としての機能はある程度保障されている。またクラスチェンジすると小手を装備できるようになる（FC版）。GBA版のイラストでは、銀髪で長い髪をしている。目の色は緑。
ファイナルファンタジーIII
風のクリスタルから得られるジョブ。白魔法・黒魔法はクラスが8まであり、赤魔道師はクラス4まで扱える。DS版ではレベル5まで扱えるようになり、装備品も増え、終盤にも活躍できる機会が得られるようになった。また、赤魔道師専用の剣がある。
DS版ではアルクゥのみブーツが他の3人と異なる。オープニングムービーではこの容姿をしたイングズが登場する。
ファイナルファンタジーV
水のクリスタルから得られるジョブ。白魔法・黒魔法はレベルが6まであり、そのうちのレベル3まで扱える。また、2つの魔法体系を「白黒魔」という独立したカテゴリーで扱う。「白黒魔」とは別に、魔法を連続して使うことができるアビリティ、「連続魔」を覚えるためのポイントが大量に要るため、連続魔は赤魔道士を終盤で使用することに対してのモチベーションを維持させる役割に貢献している。なおこの連続魔は白魔法と黒魔法レベル3までを標準で使えるのに加え、時空・召喚魔法も連続で使えるようになるが、青魔法は連続で使えない。
ファイナルファンタジーIX
エキストラとして「赤魔道士の男」や「赤魔道士の女」という名称のキャラクターが登場する。「冒険者」というエキストラも赤魔道士とポリゴンモデルが同じで、『FFV』の設定を引き継いでいるものと思料する。ただし、彼らが赤魔道士であるかは明示されていない。
ファイナルファンタジーXI
冒険者が初期から選べる基本ジョブの1つ。NPCにも赤魔道士は存在する。頻繁に変更が加えられるオンラインゲームという媒体であるため、サービス開始当初から大幅に性能がアップデートされている。初期こそ『FFIII』に似た器用貧乏な設計だったが、魔法詠唱が高速化するファストキャストの仕様変更や優秀な強化魔法・装備の追加により、サポートジョブシステムを有効活用できる万能ジョブになった。特に「パライズ」や「スロウ」といった弱体魔法に長けており、レベルが上がるにつれて効果と成功率に他のジョブとの明らかな差が出てくる。また、専用魔法として「エンファイア」「エンサンダー」といった武器に特定属性の追加効果を付与する強化魔法が存在し、他のシリーズ作品における「魔法剣士」としての立場も兼ねている。更には、徐々に仲間のMPを回復させる専用白魔法「リフレシュ」、HPとMPを入れ替えるアビリティ「コンバート」など、リソースコントロールにおいても優秀な能力を持つ。武器に関しては短剣・片手剣の扱いを得意とし、中でもレイピア系の片手剣には赤魔道士向けに設計されたものが多い。一方で、他のシリーズ作品に登場した「特定の種族に効果のある赤魔道士専用剣」は、本作では青魔道士専用片手剣（曲刀系）として登場している。
ファイナルファンタジーXII INTERNATIONAL ZODIAC JOB SYSYTEM
インターナショナル版限定のジョブチェンジシステムにて選択可能なジョブの一つ、「赤魔戦士」。本作では1度選んだジョブを変更することができない事から高度な魔法まで習得可能な仕様になっており、魔法に関しては器用貧乏ではなく万能に近い扱いとなった。しかし、主力となる魔法が闇属性であり相性の悪い敵も多いなど、純粋な魔導士である黒魔導士との差別化が図られている。また、シリーズで初めて戦士と名づけられた割に、武器攻撃力も魔力依存であり、魔力の高いキャラクターとの相性が良い。なお、本職を前衛という面で考えると、攻撃モーション速度が遅く、盾が装備できても盾回避などのスキルに恵まれておらず、メイン武器のメイスも属性や基本攻撃力面で冷遇されており活躍は期待しにくい。
ファイナルファンタジータクティクスアドバンス
ヴィエラ族がなれるジョブ。白魔法、黒魔法に限らず他の体系の魔法も扱え、ビショップの扱う「祈祷」と共通する魔法で、武器攻撃・魔法攻撃からの防御効果のある「バリア」や、錬金術士の扱う「錬金術」と共通する魔法で、相手を「毒」の状態にする、「ポイズン」が使える。また、相手を眠らせる「スリプル」は、赤魔道士しか使えない魔法になっている。そのため、独立したカテゴリーは「白黒魔」ではなく、「赤魔法」になる。赤魔法には、『FFV』の「連続魔」と同じ効果の、「連続魔法」も含まれる。
ファイナルファンタジータクティクスA2
ヴィエラ族がなれるジョブ。ケアル、ファイア、ブリザド、サンダーといったごく初級の魔法に加えてプロテス・シェルなどのサポート魔法を扱える。本作ではSP回復手段の関係から「ラ魔法」「ガ魔法」が扱いにくくなっており、初級魔法だけでも器用貧乏という印象は薄い。また、連続魔は初級魔法だけでも強力なスキルであり、他の魔法職のスキルとも相性が良く極めて有用性が高い。本作ではジョブごとにレベルアップ時の成長率が大きく異なるが、赤魔道士はスピード・武器攻撃力・魔法攻撃力といった主要な数値が概ね高く設定されており、無駄の少ないジョブになっている。
はたらくチョコボ
赤魔道士のホセがプレイヤーキャラクターの一人として登場する。パッケージイラストなどでは彼ばかりが大きく描かれており、主人公が特に設定されているわけではないにもかかわらず、主人公であるかのような存在感を見せている。
ファイナルファンタジーレジェンズ 光と闇の戦士
光の戦士、闇の戦士で習得できるジョブ。レベル4までの白魔法、黒魔法を使う事ができ、「HP20%アップ」と言うアビリティを覚える事もできる。男性、女性によってグラフィックが異なり、マントの色もイメージカラーに影響する。また、序章と暁の章では赤魔道士のエルゴも登場し、レベル3までの白魔法、黒魔法をこなす。

## 優劣関係にあるジョブ
『FFI』においてはゲーム開始時に選択できるジョブは赤魔道士ではなく赤魔術士である。赤魔術士は、白魔法・黒魔法を扱う点で赤魔道士と同一であるが、扱えるレベルの魔法に差がある。シナリオを進めると、赤魔術士はクラスチェンジを経て赤魔道士になることができる。ゲーム開始時に赤魔術士として設定したプレイヤーキャラクターは、クラスチェンジにより初めてより高いレベルの白魔法・黒魔法が扱える。

## 登場作品

### ファイナルファンタジーシリーズ
- ファイナルファンタジー
- ファイナルファンタジーIII
- ファイナルファンタジーV
- ファイナルファンタジーIX
- ファイナルファンタジーXI
- ファイナルファンタジータクティクスアドバンス
- ファイナルファンタジーレジェンズ 光と闇の戦士

### その他の作品
- 聖剣伝説 〜ファイナルファンタジー外伝〜（旅の男 / ジュリアス）
- ロマンシング サ・ガ（赤魔法使い / ヘイト）
  - ロマンシング サガ -ミンストレルソング-（赤魔道士 / ヘイト）
  - ロマンシング サガ リ・ユニバース（赤魔道士 / ヘイト）
- はたらくチョコボ（ホセ）
- ブレイブリーデフォルト
- ブレイブリーセカンド